# Johann Adam von Hagen

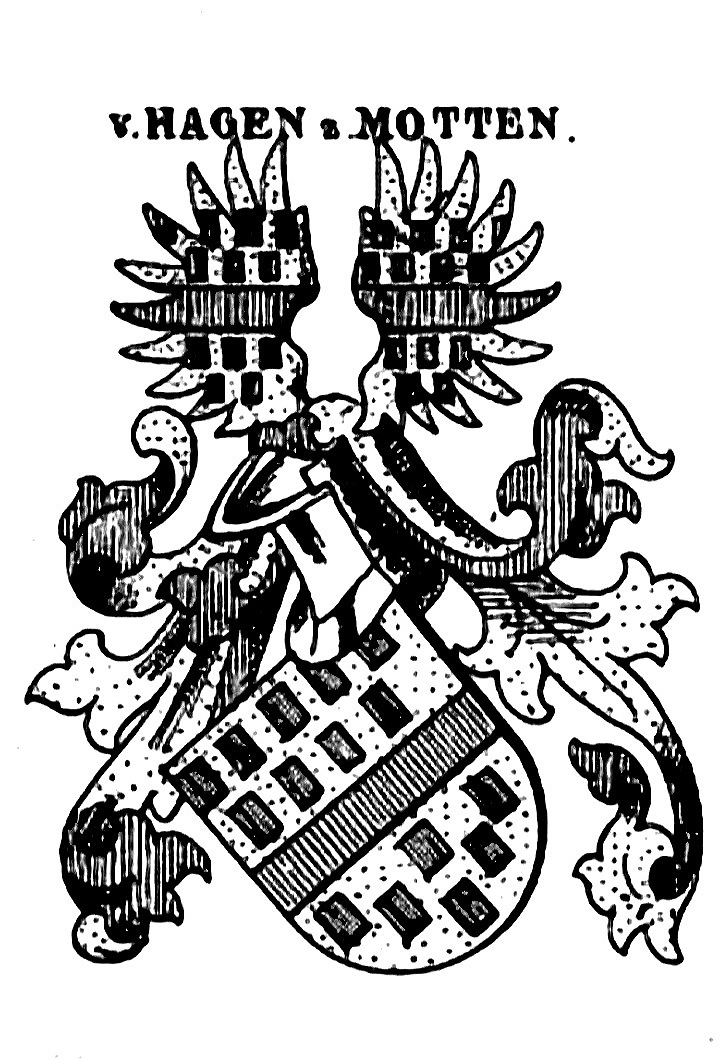
Familienwappen derer von Hagen zur Motten

Johann Adam von Hagen zur Motten (* 1595; † 1655)  war Amtmann in Kurtrier.

## Leben

### Herkunft und Familie
Johann Adam von Hagen zur Motten entstammte dem Adelsgeschlecht Hagen zur Motten, das seinen Stammsitz seit 1300 auf dem Schloss La Motte hatte. Er war der Sohn des naussauischen Amtmanns Philipp Daniel von Hagen und dessen Ehefrau  Anna Brömser von Rüdesheim (1567–1614). Der kaiserliche Obrist Johann Nikolaus II. (1600–1633) war sein Bruder.
Am 12. November 1633 heiratete Johann Adam Anna Katharina Ursula Ulner von Bieburg († vor 1687), mit der er die Kinder Johann Daniel (1639–1707), Johann Heinrich (1640/43–1716), Anna Maria (1649–1693, ⚭ 1667 Johann von Hutten),  Anna Juliane († 1688) und  Anna Ursula hatte.

### Wirken
Nach einem Studium an der Universität zu Köln wurde er Amtmann zu Kircheim und Stauf, wo sein Vater bis 1624 diese Funktion ausgeübt hatte.
Durch Kurtrier wurde er am 3. Juli 1646  mit den Gefällen, der Vogtei und der Hochgerichtsbarkeit zu Düppenweiler und Niederweiler, der Burg Grimburg und andern Einkünften sowie mit den zur Herrschaft Hunolstein gehörenden Gefällen und Gütern in Bubach, Limbach, Außen, Bettingen, Hüttersdorf, Buprich, Erbringen und Itzbach belehnt.
Vom Pfalzgrafen  Ludwig wurde er am 28. April 1651 mit der Burg Oppenheim belehnt.